# 竹森俊平
竹森 俊平（たけもり しゅんぺい、1956年3月3日 - ）は、日本の経済学者。学位は、経済学博士（ロチェスター大学）。慶應義塾大学経済学部教授を経て、明海大学経済学部客員教授、経済産業研究所上席研究員、三菱UFJリサーチ&コンサルティング理事長。専門は国際経済学。ケインズ経済学とフリードマンの新自由主義の中間的な意見を持つ。

## 経歴
1956年に東京都に生まれる。1976年にサンケイスカラシップでパリ大学に留学する。慶應義塾大学経済学部経済学科では深海博明の下で国際経済学を学び、1980年に卒業する。1982年に同大学大学院経済学研究科修士課程を修了し、1985年に同博士課程を単位取得退学する。同年より1990年3月まで、同大学同学部の助手を務めた。ロチェスター大学に留学し、1989年に経済学博士号(Ph.D.)を取得。1990年4月から1997年3月まで慶應義塾大学経済学部大学助教授、1997年4月から2021年3月まで慶應義塾大学経済学部教授を務めた。経済産業研究所ファカルティフェロー、読売新聞社客員研究員を歴任する。2021年に慶應義塾大学を定年退職した。同年、中谷巌の後任として三菱UFJリサーチ&コンサルティング理事長に就任。
著作『経済論戦は甦る』にて、第4回読売・吉野作造賞を受賞。

## 経済に関する主張
- 「構造改革が不十分である」という意見と、「構造改革は不要である」という意見の両方を批判している[4]。
- 「増税を実施しての公共事業推進」を主張している。
- 著作『世界デフレは三度来る』の中では、慶應義塾大学の同僚である新自由主義者・構造改革論者の池尾和人、当時の同僚榊原英資、元日銀総裁の三重野康らを批判している。榊原の「構造デフレ論」について「デフレについて、マネタリーな要因を無視している」と批判し、三重野については「庶民がマイホームを買えないから急激過ぎる金融引き締めを長く続けたというのは言語道断である」と評した。
- 消費税増税、法人税減税を支持している。
- 「経済刺激と財政再建を両立するには、税金をごっそり取って、一部を需要創出効果の高い公共事業に回せばよい」としている[5]。
- 2014年の消費税率8%への引き上げについては、「2014年4月の消費増税による反動は異常でない。2015年10月の再増税も延期することはなかった」と主張している[6]。
- 過剰病床を指摘し、公立・公的病院の病床13万削減を提唱。さらに民間病院についても病床数の削減・再編に向けた具体的な道筋を明らかにすべきとしている[7]。

## 主な著作・共著
- 『国際経済学』（東洋経済新報社　1994年）
- 『経済学のすすめ』（筑摩書房　1996年）
- 『世界経済の謎-経済学のおもしろさを学ぶ』（東洋経済新報社　1999年）
- 『経済論戦は甦る』（東洋経済新報社 2002年）
- 『世界デフレは三度来る（上・下）』（講談社 2006年）
- 『1997年--世界を変えた金融危機』 (朝日新書 2007年)
- 『資本主義は嫌いですか』（日本経済新聞出版社　2008年）
- 『米金融危機、日本の活路はどこにある!?』（洋泉社　2008年）
- 『経済危機は9つの顔を持つ』（日経BP社　2009年）
- 『日本の危機管理力』（PHP研究所　2009年）
- 『中央銀行は闘う』（日本経済新聞出版社　2010年）
- 『国策民営の罠ー原子力政策に秘められた闘いー』（日本経済新聞出版社　2011年）
- 『日本経済復活までー大震災からの実感と提言』（中央公論新社　2011年）
- 『ユーロ破綻　そしてドイツだけが残った』（日本経済新聞出版社　2012年）
- 『通貨『円』の謎』（文藝春秋　2013年）
- 『世界経済危機は終わった』（日本経済新聞出版社　2014年）
- 『欧州統合、ギリシャに死す』（講談社　2015年）